# Repco

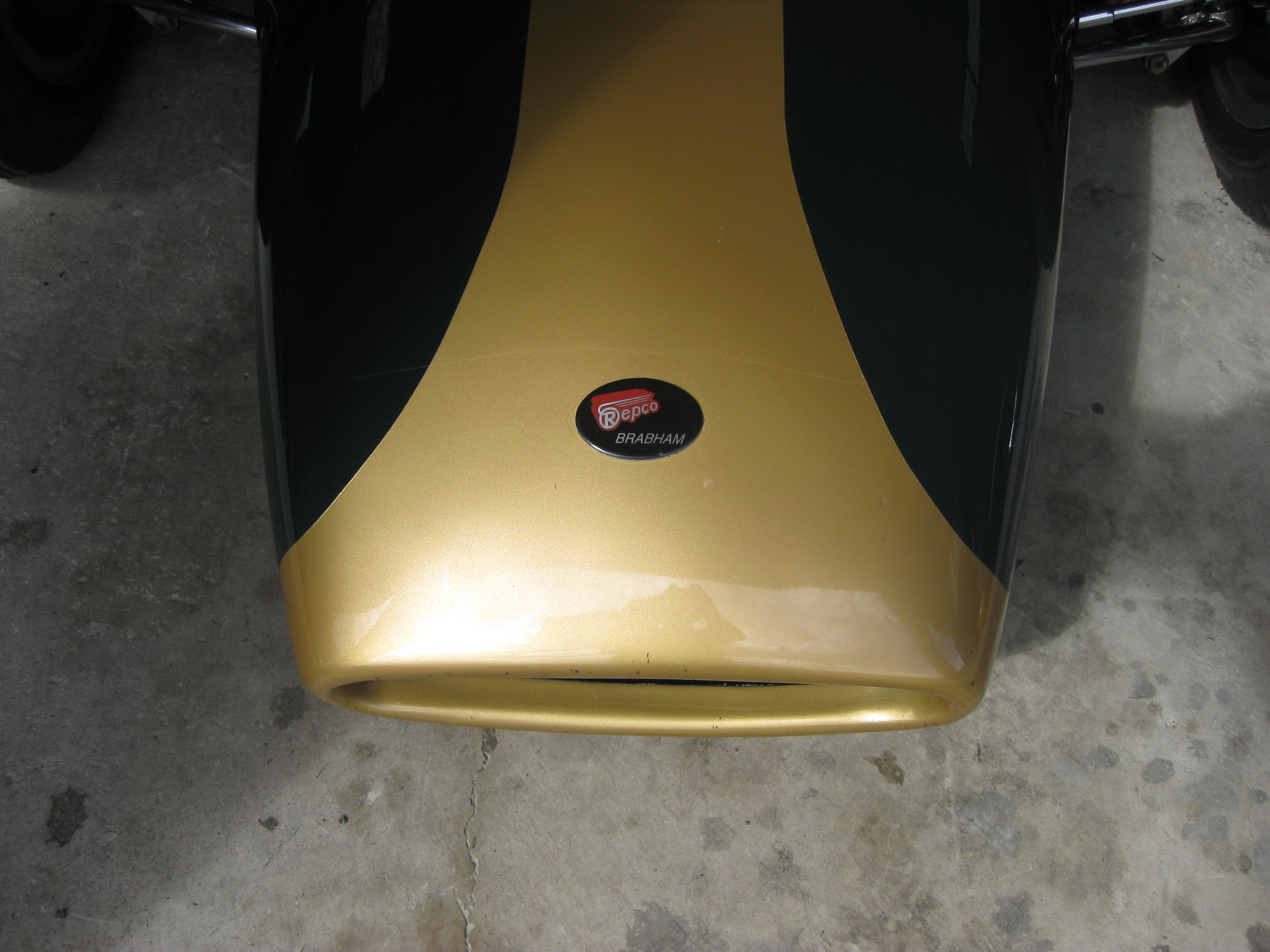
Neus van een Repco Brabham BT6, met daarop het logo van Repco

Repco is een Australisch bedrijf van winkelketens in auto onderdelen, opgericht in 1922. Tussen 1966 en 1969 was het een motorenleverancier voor het Brabham-team in de Formule 1.
Nadat de motorenbouwer Coventry Climax na 1965 de Formule 1 had verlaten moest het Brabham-team op zoek naar een nieuwe motor. Het kon Repco overtuigen om een oudere Buick V8 motor om te bouwen. De motor was minder krachtig dan de meeste andere motoren, maar omdat hij licht en compact was bleek hij erg succesvol.
De combinatie Brabham-Repco won in 1966 en 1967 met Jack Brabham en Denny Hulme acht grands prix. Brabham en Hulme wonnen eveneens twee wereldtitels tijdens deze twee jaar. Ook werd twee keer de constructeurstitel gewonnen. In 1968 haalde de combinatie een achtste plaats in het constructeurs kampioenschap, maar er werden geen races meer gewonnen. In 1969 werd de motor nog twee keer gebruikt, maar intussen was Brabham overgeschakeld naar een Ford motor en verdween de Repco motor uit de Formule 1.